# Amsterdam Beach State Park
Amsterdam Beach State Park ist ein State Park am Atlantischen Ozean im Gemeindegebiet von East Hampton im Suffolk County, New York, United States. Der Park bedeckt eine Fläche von 199 acre (80,5 ha) und erstreckt sich östlich von Montauk auf Long Island. Das Gebiet ist auch als Amsterdam Beach Preserve bekannt.

## Geschichte
Das Gebiet hieß ursprünglich Montauk Moorlands und war in Privatbesitz, bevor der Staat New York 2005 122 acre (49 ha) aufkaufte. Das Areal wurde für $ 16,5 Mio. erworben, wovon East Hampton $6 Mio. aufbrachte, das Suffolk County $5,5 Mio., der Staat New York $4 Mio. und  durch Bundesmittel $1 Mio. aufgebracht wurden.
Zur Zeit der Erwerbung war das Gebiet das größte zusammenhängende unbebaute und ungeschützte Gebiet in Montauk. Zusätzlich wurden 2008 77 acre (31 ha) erworben.
Das Anwesen gehört gemeinsam dem New York State, der Town of East Hampton und dem Suffolk County.

## Geographie
Der Park liegt zwischen dem Shadmoor State Park und dem Andy Warhol Preserve der Nature Conservancy. Der Park wurde eingerichtet um das wertvolle Habitat zu erhalten. Zusammen mit Montauk Point State Park, Camp Hero State Park und Montauk County Park gehört er zu einem Verbund von Schutzgebieten, die die Ostspitze von Long Island unter Schutz stellen. Der Park schützt einen Küstenstreifen von 1288 ft (393 m) Länge und verfügt über mehrere Teiche und 54 acre (22 ha) an Watt- und Sumpfgebieten.

## Fauna & Flora
Das Gebiet ist bewaldet. Die wichtigsten Gehölzarten sind Felsenbirnen (Amelanchier, shadbush), Heidelbeersträucher (Vaccinium corymbosum, blueberry), Schwarzkirsche (Prunus serotina, black cherry), Schneeball (Viburnum dentatum, arrowwood) und verschiedene Ilex-Arten (holly). Mehrere bedrohte Tierarten finden in dem Gebiet Lebensraum: Kornweihe, Tropfenschildkröte und Rundschwanzsperber. Darüber hinaus bildet das Gebiet ein wichtiges Rastgebiet für Zugvögel, die entlang des Atlantic Flyway ziehen. In den Feuchtgebieten kommen mehrere Amphibienarten vor, unter anderem der Blauflecken-Querzahnmolch.

## Freizeitmöglichkeiten
Der Park dient vor allem dem Naturschutz, daher ist er vor allem der Naturbeobachtung gewidmet. Dazu wurde 2011 ein Netzwerk von Wanderwegen ausgewiesen.